# Vittorio Sala
Vittorio Sala (* 1. Juli 1918 in Palermo; † 11. Mai 1996 in Rom) war ein italienischer Dokumentarfilmer und Filmregisseur.

## Leben
Nach dem Studium der Rechtswissenschaften debütierte Sala im Alter von 19 Jahren mit dem Dokumentarfilm Palermo normanna, dem er – vor allem zwischen 1949 und 1957 – zahlreiche weitere folgen ließ. Anfang der 1940er Jahre vor allem als Journalist in seiner Heimat Sizilien aktiv, übersiedelte er später in die Hauptstadt Italiens, besuchte das Centro Sperimentale di Cinematografia, arbeitete noch zu Kriegszeiten als Autor und Regisseur für „Radio Bari“ und als Filmkritiker für „Il Popolo“. Neben seiner Dokumentartätigkeit wirkte er in den 1950er Jahren, in denen er sich ganz dem Filmemachen verschrieb, als Regieassistent von Francesco De Robertis und Giuseppe Maria Scotese. Sein erster eigener Spielfilm wurde 1955 in den Kinos gezeigt; im Gegensatz zu seinem gelobten dokumentarischen Schaffen waren Salas fiktionale Werke sehr durchschnittlich und wurden wenig gewürdigt (mit der Ausnahme des Giallos L'intrigo mit Rossano Brazzi aus dem Jahr 1964). Ab den 1970er Jahren widmete sich Sala fast ausschließlich der Arbeit für das Fernsehen.

## Filmografie (Auswahl)
- 1959: Zweimal Riviera… und zurück (Costa Azzurra) (& Drehbuch)
- 1960: Ursus im Reich der Amazonen (La regina delle amazzoni) (& Drehbuch)
- 1962: Das erste Erotikal der Welt (Canzoni nel mondo) (& Drehbuch)
- 1964: Die teuflische Intrige (L'intrigo)
- 1965: Das verräterische Auge (Berlino: appuntamento per le spie)